# Itteren

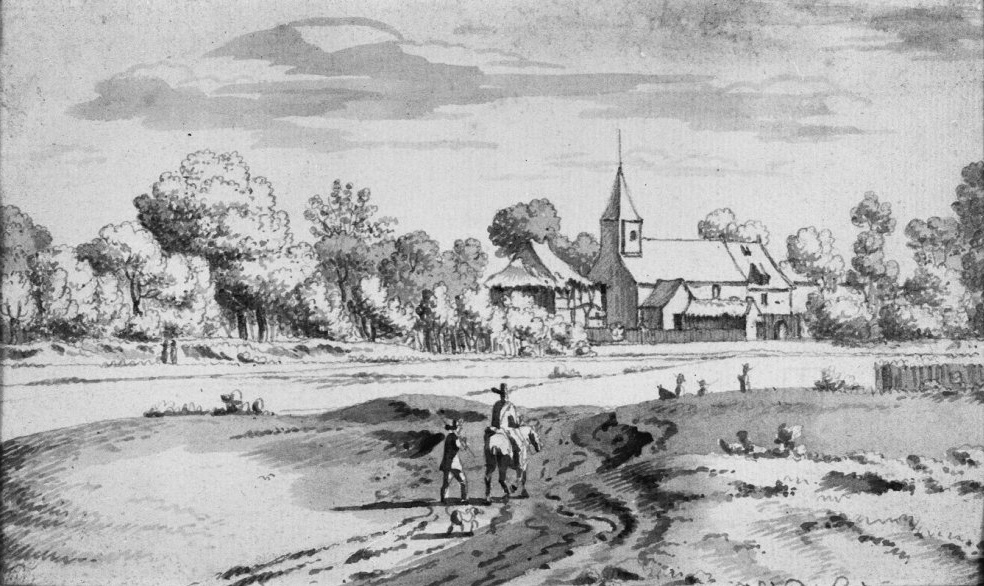
Gezicht op de kerk van Itteren (J. de Grave, 1676)

Itteren (Limburgs: Ittere) is een kerkdorp en een voormalige gemeente in de Nederlandse provincie Limburg. Sinds 1970 is het dorp een van 44 officiële buurten van de gemeente Maastricht. Itteren heeft circa 900 inwoners.

## Geschiedenis
In 2009 vond in het deelgebied Emmaus een archeologische opgraving plaats in verband met de aankondiging van grootschalige ontgrindingswerkzaamheden in het gebied tussen Borgharen en Itteren in het kader van het Grensmaasproject. Hierbij werden twee begraafplaatsen gevonden uit de midden- en late-ijzertijd. Het zuidelijke was een crematiegrafveld omsloten door greppels, waarbij in sommige crematiegraven aardewerk, glazen armbanden of munten uit de periode 250-150 v.Chr. werden aangetroffen. Na 150 n.Chr. vonden er opnieuw enkele begravingen plaats. Het noordelijke grafveld met 20 crematiegraven dateert uit de periode 500-200 v.Chr.
Het huidige dorp is ontstaan in de middeleeuwen en vormde oorspronkelijk, samen met Borgharen, een vrije rijksheerlijkheid. De eerste vermelding van "Yttre" dateert uit 1229 (zie kasteelhoeve Hartelstein). In 1330 werd Itteren van Borgharen gescheiden.. Beide werden daarna lenen van het Land van Valkenburg, dat in de veertiende eeuw onderdeel werd van de Landen van Overmaas van het hertogdom Brabant. In 1661 kwam Itteren aan de Republiek der Zeven Verenigde Nederlanden, in 1815 aan Nederland.
Het graven van het Julianakanaal in de jaren 1930 brachten Itteren min of meer in een isolement, hoewel het dorp via een brug met het achterland verbonden werd.
Itteren was een zelfstandige gemeente, totdat deze in 1970 werd geannexeerd door Maastricht. Sindsdien is Itteren formeel een buurt of wijk van deze stad, hoewel het een aantal kilometers van de bebouwde kom van Maastricht ligt.
Itteren werd, evenals het naburige Borgharen, herhaaldelijk overstroomd door de Maas. Dit deed zich het laatst voor in 1993 en 1995. Nadien zijn er dijken aangelegd rond het dorp, waardoor bij hoogwater een eiland ontstaat, zodat de dorpskern zelf niet meer onder water komt te staan.
In mei 2008 is na vele jaren van plannen begonnen met het Grensmaasproject op de locatie Itteren. In totaal worden er zo'n 11 locaties langs de Grensmaas aangepakt. Dit plan heeft tot doel grindwinning, beperking wateroverlast door stroombedverbreding en natuurontwikkeling. De opbrengst van de grindwinning vormt daarbij de financiering voor de realisering van de andere twee doelen.

## Ligging

### Natuur en landschap
Itteren ligt op de rechteroever van de Maas, op een hoogte van ongeveer 43 meter. Het ligt sinds de aanleg van het Julianakanaal omstreeks 1930 op een langgerekt eiland, door enkele bruggen met het achterland verbonden.
De omgeving is vlak en gevoelig voor overstromingen. De Oude Kanjel, een kleine waterloop, stroomt tussen het oude en nieuwe deel van Itteren in noordelijke richting en mondt uit in de Geul, vlak voordat deze zelf in de Maas uitmondt. Even daarvoor gaat de Geul via een duiker onder het Julianakanaal door, stroomt aan de andere zijde van het kanaal verder langs de Kasteelhoeve Hartelstein, om iets ten westen van Voulwames uit te monden in de Maas.
In 2008 begon in het kader van het Project Grensmaas de ontgrinding van een aantal gebieden rondom Itteren en Borgharen, waarbij onder andere het Haertelsteinveld ten noorden van de kasteelhoeve werd vergraven en heringericht. Ook de Kleine Geul werd toen iets verlegd. Eind 2018 waren de werkzaamheden afgerond.

### Nabijgelegen kernen
Borgharen, Bunde, Weert, Limmel

## Bezienswaardigheden
- Kasteel Meerssenhoven, grotendeels 18e-eeuws lustkasteel, gelegen ten oosten van het Julianakanaal, nabij de Geul.[5]
- Kasteelhoeve Hartelstein, 17e-18e-eeuwse boerderijbehorend bij een grotendeels verdwenen kasteel.[6]
- Herenboerderij Wiegershof, laat 18e-eeuwse hoeve, gelegen tussen Borgharen en Itteren, maar vanouds behorend tot het bezit van kasteel Borgharen.[7]
- Sint-Martinuskerk, deels laat-18e-eeuwse parochiekerk, ontworpen door Mathias Soiron.[8]
- Mariakapel, uit omstreeks 1870, met houten Mariabeeld (2e helft 16e eeuw) en altaar (eind 18e eeuw) door Mathias Soiron, afkomstig uit de parochiekerk, gelegen aan de Pasestraat.[9]
- Stalen boogbrug over het Julianakanaal, gebouwd 1931-1934.

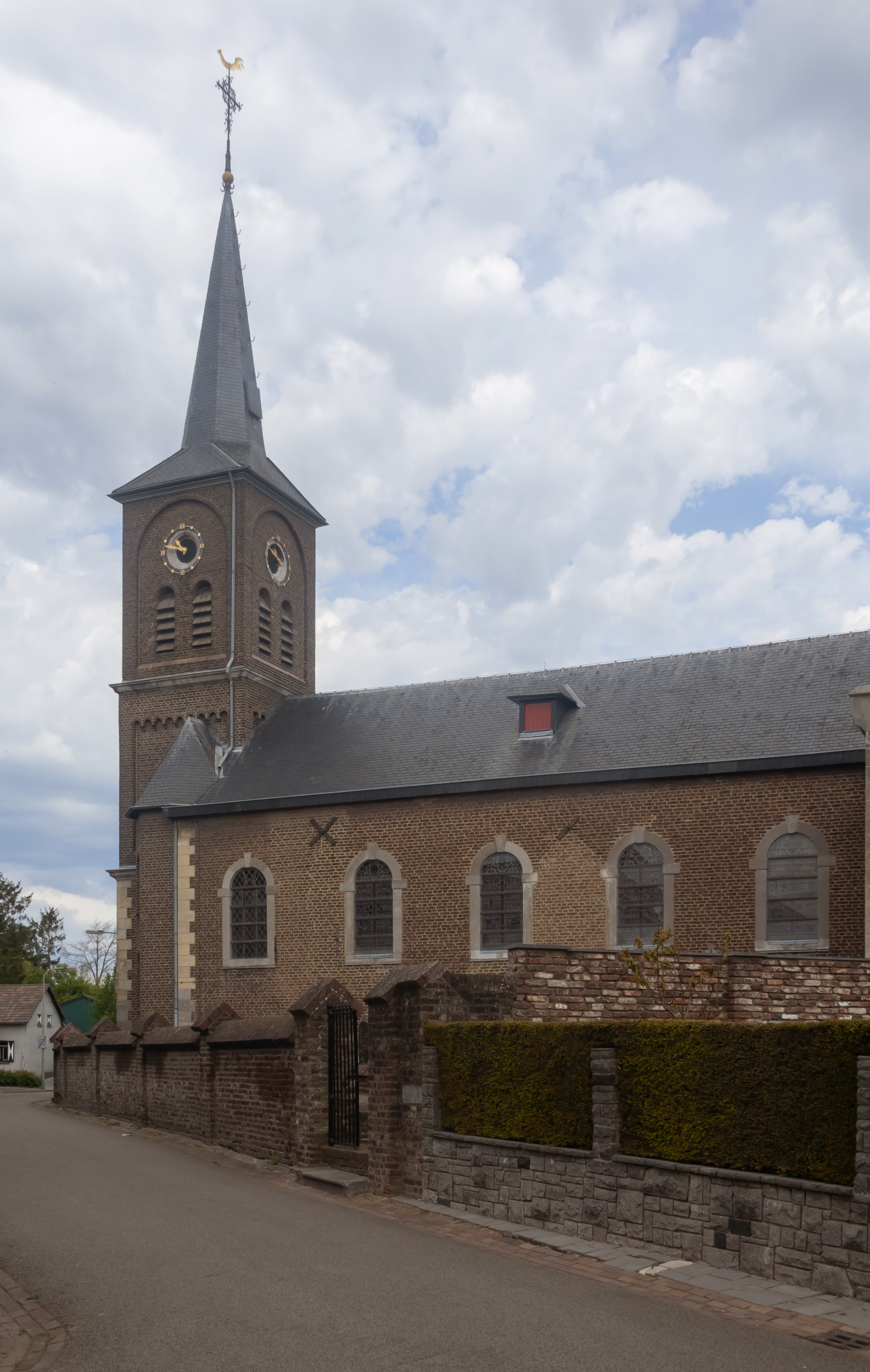
Sint-Martinuskerk
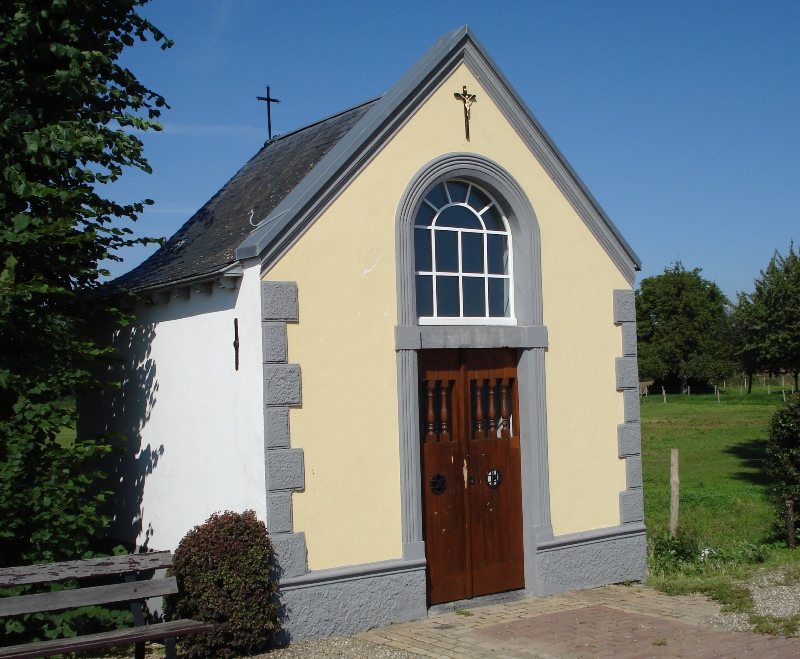
Mariakapel Pasestraat
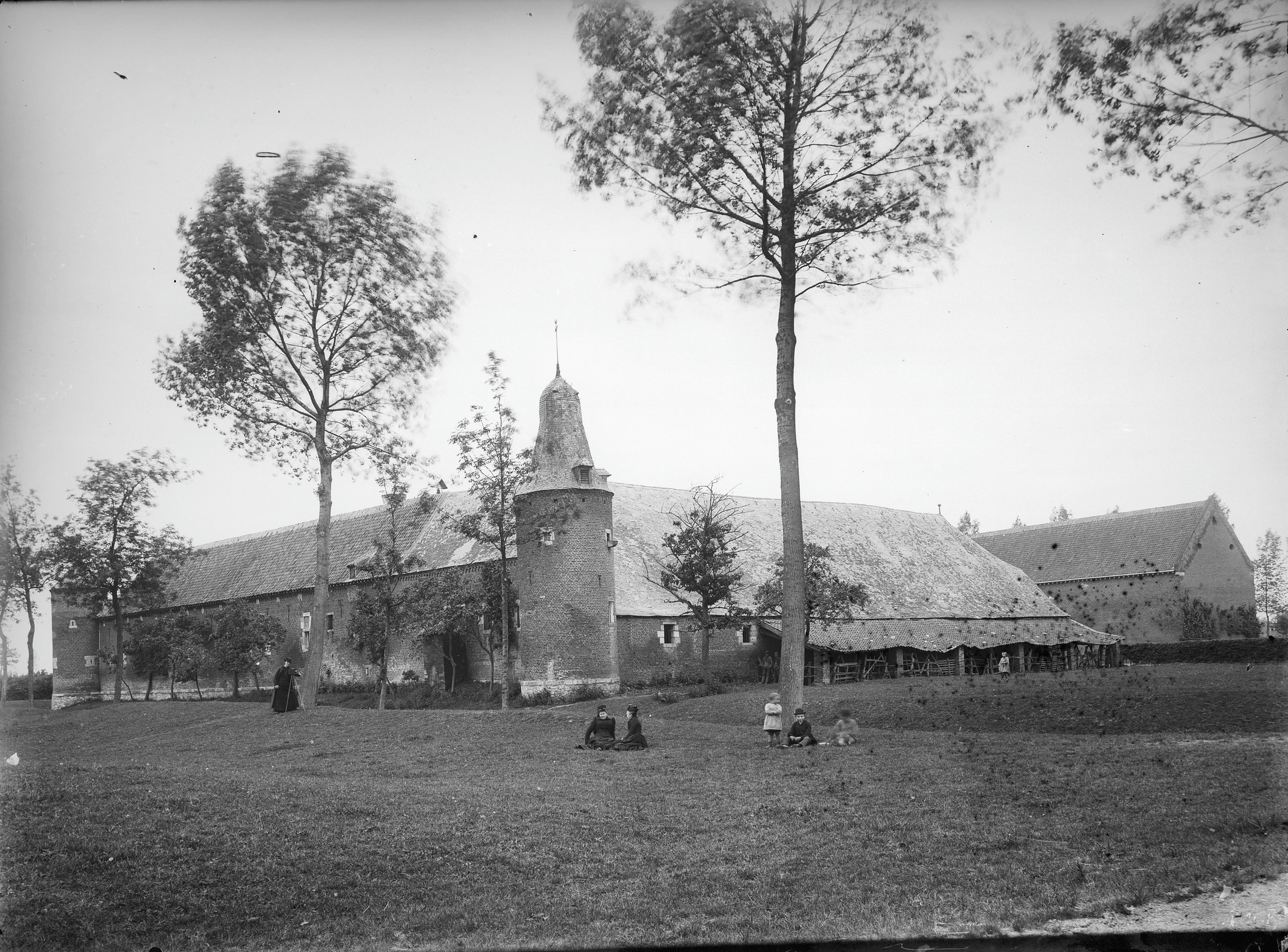
Kasteelhoeve Hartelstein
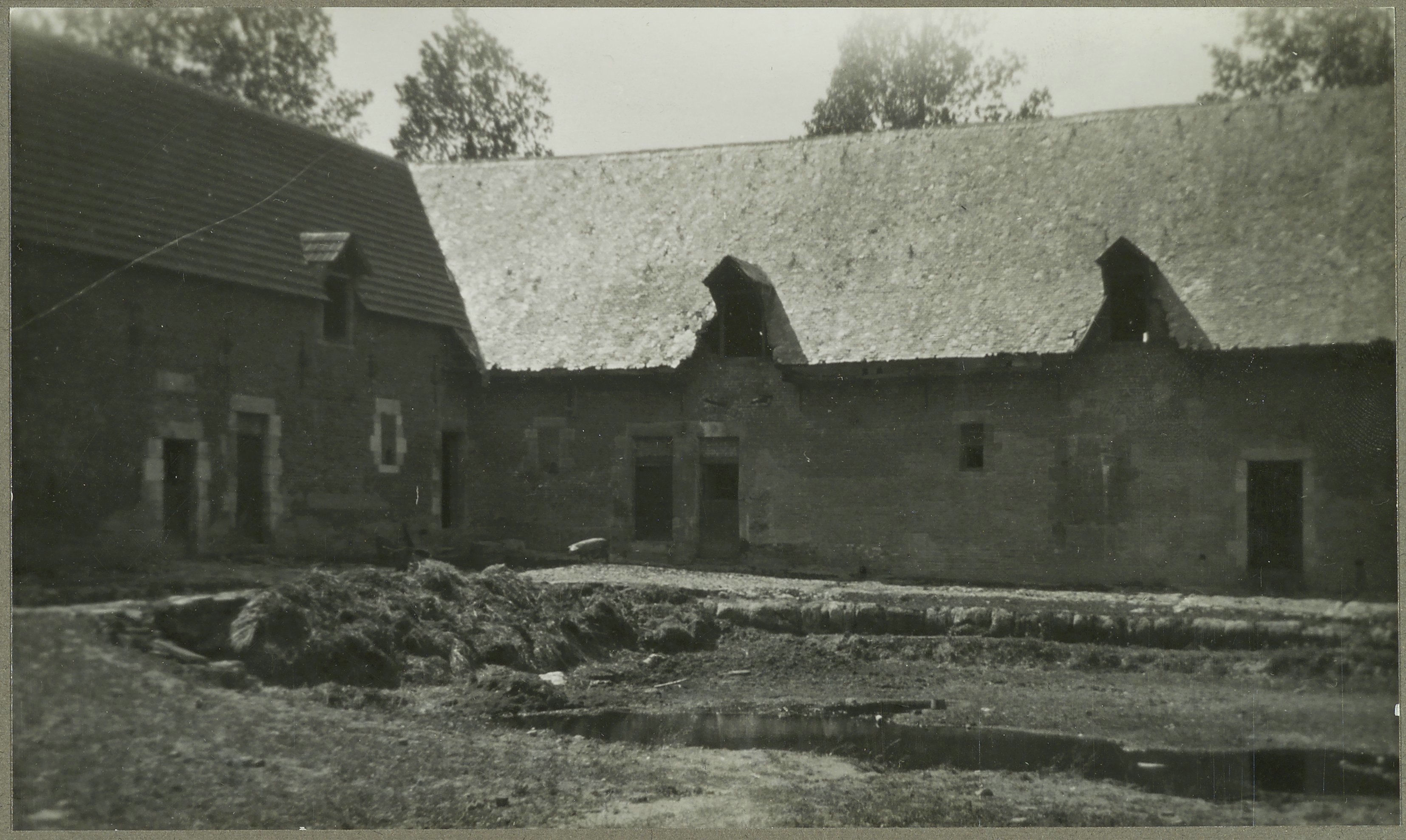
Hofzijde Hartelstein
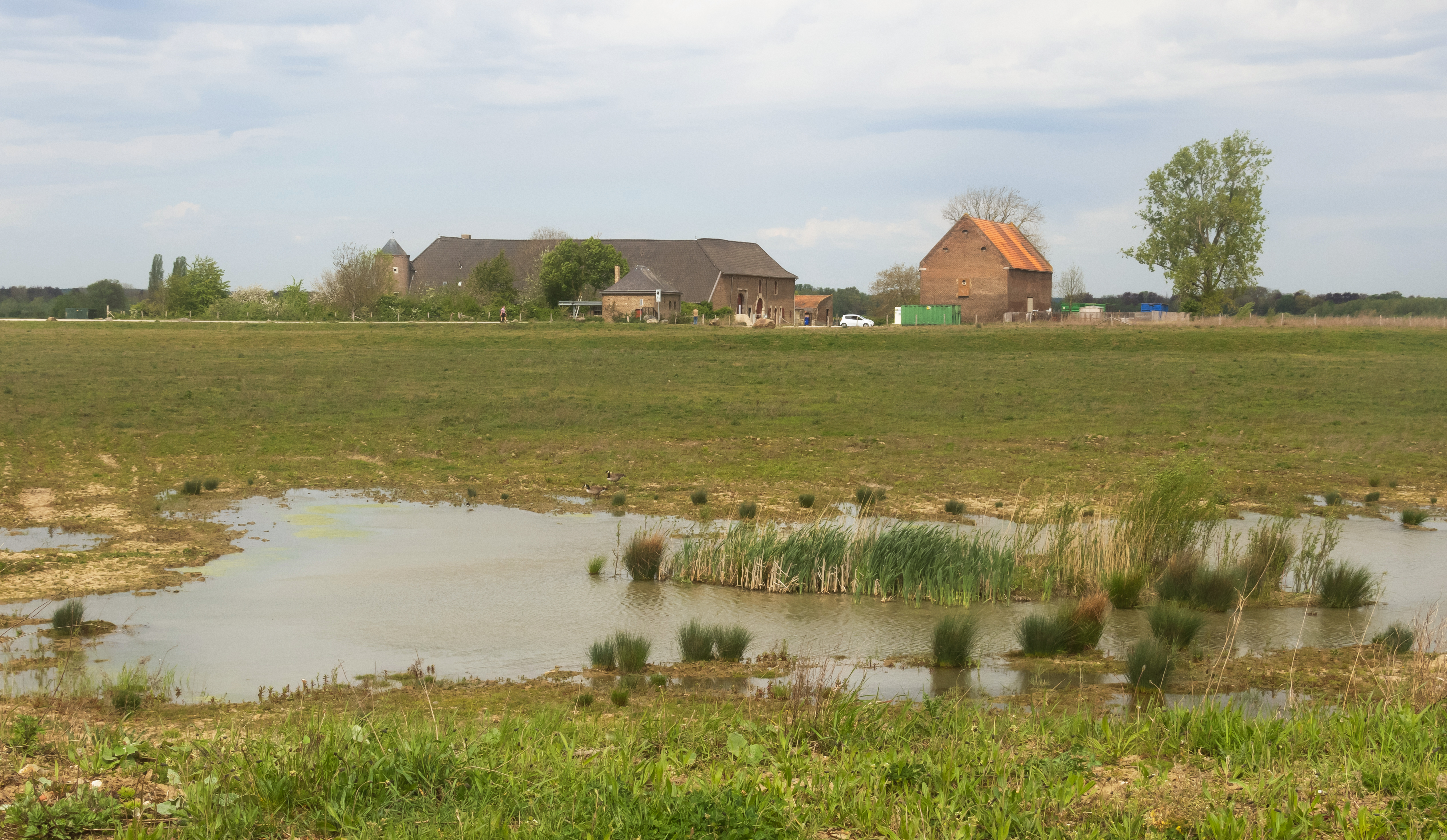
Woonwerkgemeenschap Hartelstein
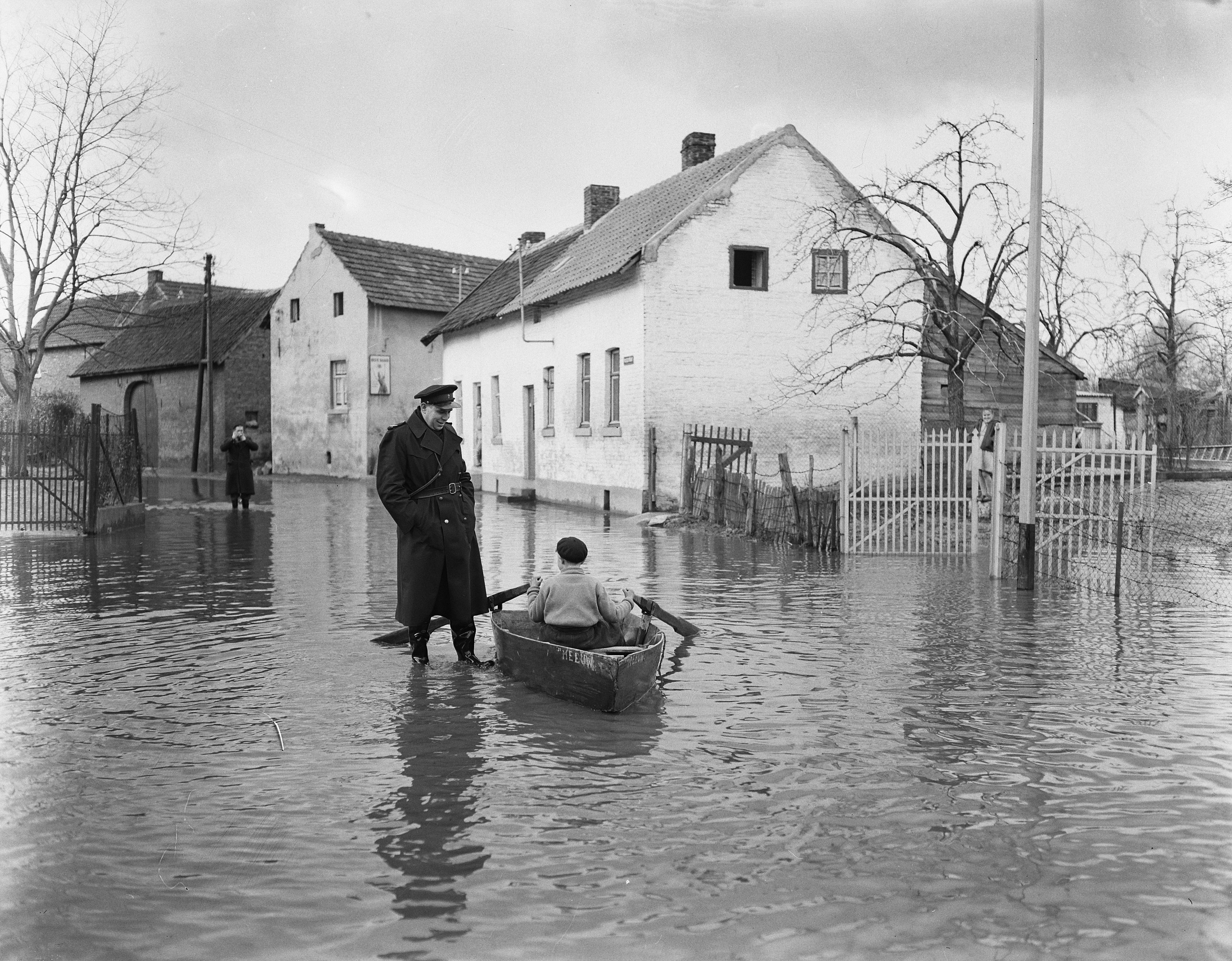
Itteren op 5 maart 1956

## Bekende inwoners van Itteren
- Jean Innemee, popzanger van The Walkers en Carboon, platenproducer